# کلاس بی‌نظم
کلاس بی‌نظم (ترکی استانبولی: Hababam Sınıfı) فیلمی ترکیه‌ای در سبک کمدی به کارگردانی ارتم اقیلمز است که در سال ۱۹۷۵ منتشر شد.

## خلاصه
استاد محمود(Mahmoud Hoca) دستیار مدیر و معاون تازه منصوب شده و معلم تاریخ دبیرستان خصوصی çamlıca، روش های تنبیهی جالب و سنگینی را در کلاس ادبیات A_6 مدرسه که به کلاس بی نظم(Hababam sınıfı) نیز معروف است اعمال میکند که مملو از دانش آموزانی است که تقلب میکنند، مدرسه را رها میکنند، به مسابقات فوتبال می روند و دائماً با معلمان مشکل پیدا میکنند اما در عین حال اتفاقات جدی غیر از شیطنت دانش آموزان رخ میدهد.

## بازیگران
- کمال سونال
- شنر شن
- منیر اوزکول
- تاریک آکان
- عدیله ناشط
- هالیت آکچاتپه
- سیتکی آکچاتپه